# یوهین برمه‌ای
یوهین برمه‌ای (نام علمی: Yuhina humilis) نام یک گونه از سرده یوهین است.